# Tour der englischen Rugby-Union-Nationalmannschaft nach Argentinien 1997
| Tour der Engländer nach Argentinien 1997 | Tour der Engländer nach Argentinien 1997 | Tour der Engländer nach Argentinien 1997 | Tour der Engländer nach Argentinien 1997 | Tour der Engländer nach Argentinien 1997 |
| Übersicht                                | S                                        | G                                        | U                                        | N                                        |
| ---------------------------------------- | ---------------------------------------- | ---------------------------------------- | ---------------------------------------- | ---------------------------------------- |
| Test Matches                             | 2                                        | 1                                        | 0                                        | 1                                        |
| Sonstige Spiele                          | 4                                        | 3                                        | 0                                        | 1                                        |
| Gesamt                                   | 6                                        | 4                                        | 0                                        | 2                                        |
|                                          |                                          |                                          |                                          |                                          |
| Argentinien                              | 2                                        | 1                                        | 0                                        | 1                                        |

Die Tour der englischen Rugby-Union-Nationalmannschaft nach Argentinien 1997 umfasste eine Reihe von Freundschaftsspielen der englischen Rugby-Union-Nationalmannschaft. Sie reiste im Mai und Juni 1997 durch Argentinien und bestritt während dieser Zeit sechs Spiele. Darunter waren zwei Test Matches gegen die argentinische Nationalmannschaft, die mit einem Sieg und einer Niederlage endeten. Hinzu kamen vier weitere Spiele gegen regionale Auswahlteams und die Reserve-Nationalmannschaft, in denen die Engländern dreimal gewannen und einmal verloren. Wegen der gleichzeitig stattfindenden Südafrika-Tour der British Lions fehlten mehrere Stammspieler.

## Spielplan
- Hintergrundfarbe grün = Sieg
- Hintergrundfarbe rot = Niederlage

(Test Matches sind grau unterlegt; Ergebnisse aus der Sicht Englands)
| # | Datum         | Gegner                         | Ort            | Stadion                     | Ergebnis |
| - | ------------- | ------------------------------ | -------------- | --------------------------- | -------- |
| 1 | 21. Mai 1997  | Unión Cordobesa de Rugby       | Córdoba        | Estadio Olímpico            | 38:21    |
| 2 | 24. Mai 1997  | Unión de Rugby de Buenos Aires | Los Polvorines | Cricket and Rugby Club      | 21:23    |
| 3 | 27. Mai 1997  | Argentinien A                  | Los Polvorines | Cricket and Rugby Club      | 58:17    |
| 4 | 31. Mai 1997  | Argentinien                    | Buenos Aires   | Estadio Ferro Carril Oeste  | 46:20    |
| 5 | 03. Juni 1997 | Unión de Rugby de Cuyo         | Mendoza        | Estadio Bautista Gargantini | 37:8     |
| 6 | 07. Juni 1997 | Argentinien                    | Buenos Aires   | Estadio Ferro Carril Oeste  | 13:33    |

## Test Matches
| 31. Mai 1997 15:40 ART | Argentinien                                                            | 20 : 46         | England                                                                                         | Estadio Ferro Carril Oeste, Buenos Aires Zuschauer: 20.000 Schiedsrichter: Ian Rogers (Südafrika) |
| 31. Mai 1997 15:40 ART | Versuche: Arbizu Quesada Solari Erhöhungen: Quesada Dropgoals: Quesada | (13:17) Bericht | Versuche: Adebayo (2) Catt Clarke Diprose Greenstock Erhöhungen: Catt (5) Straftritte: Catt (2) | Estadio Ferro Carril Oeste, Buenos Aires Zuschauer: 20.000 Schiedsrichter: Ian Rogers (Südafrika) |

Aufstellungen:
- Argentinien: Lisandro Arbizu , Pablo Bouza, Pablo Camerlinckx, Nicolás Fernández Miranda, Roberto Grau, Ezequiel Jurado, Gonzalo Quesada, Germán Llanes, Rolando Martín, Federico Méndez, Mauricio Reggiardo, Eduardo Simone, Tomás Solari, Facundo Soler, Pedro Sporleder 
 Auswechselspieler: Ignacio Fernández Lobbe, Omar Hasan, Carlos Promanzio
- England: Adedayo Adebayo, Kyran Bracken, Mike Catt, Ben Clarke, Martin Corry, Phil de Glanville , Tony Diprose, Darren Garforth, Phil Greening, Nick Greenstock, Martin Haag, Jim Mallinder, Nigel Redman, Jon Sleightholme, Kevin Yates 
 Auswechselspieler: Richard Cockerill, Chris Sheasby

| 7. Juni 1997 15:30 ART | Argentinien                                                                      | 33 : 13        | England                                        | Estadio Ferro Carril Oeste, Buenos Aires Zuschauer: 20.000 Schiedsrichter: Jonathan Kaplan (Südafrika) |
| 7. Juni 1997 15:30 ART | Versuche: Grau Simone Soler (2) Erhöhungen: Quesada (2) Straftritte: Quesada (3) | (13:3) Bericht | Versuche: Grewcock King Straftritte: Mapletoft | Estadio Ferro Carril Oeste, Buenos Aires Zuschauer: 20.000 Schiedsrichter: Jonathan Kaplan (Südafrika) |

Aufstellungen:
- Argentinien: Lisandro Arbizu , Pablo Camerlinckx, Ignacio Fernández Lobbe, Nicolás Fernández Miranda, Roberto Grau, Ezequiel Jurado, Germán Llanes, Rolando Martín, Carlos Promanzio, Gonzalo Quesada, Mauricio Reggiardo, Eduardo Simone, Tomás Solari, Facundo Soler, Pedro Sporleder 
 Auswechselspieler: Germán Aristide, Omar Hasan, Cristián Viel
- England: Adedayo Adebayo, Kyran Bracken, Ben Clarke, Richard Cockerill, Martin Corry, Phil de Glanville , Tony Diprose, Darren Garforth, Nick Greenstock, Danny Grewcock, Martin Haag, Jim Mallinder, Mark Mapletoft, Jon Sleightholme, Kevin Yates 
 Auswechselspieler: Andy Gomarsall, Alex King, Chris Sheasby